# Elbląg Zdrój
Elbląg Zdrój – zamknięty przystanek kolejowy w Elblągu, w województwie warmińsko-mazurskim, w Polsce.
Przystanek stanowi część Kolei Nadzalewowej. W 2013 roku Polskie Koleje Państwowe zawiesiły istniejący ruch pasażerski. Obecnie przez przystanek odbywa się jedynie ruch towarowy. 